# Гатка (село)
Га́тка — село в Україні, у Конотопському районі Сумської області. Населення становить 90 осіб. До 2020 орган місцевого самоврядування — Дяківська сільська рада.

## Географія
Село Гатка розташоване на лівому березі річки Вижлиця, вище за течією селище Кошарське, нижче за течією на відстані 3 км розташоване село Новий Мир.
На річці невеличка загата.
Поруч пролягає залізниця, станція Кошари.

## Історія
- Село постраждало внаслідок геноциду українського народу, проведеного урядом СРСР 1932—1933 та 1946–1947 роках, встановлено смерті не менше 15 людей[1].
- 12 червня 2020 року, відповідно до розпорядження Кабінету Міністрів України № 723-р «Про визначення адміністративних центрів та затвердження територій територіальних громад Сумської області», село увійшло до складу Буринської міської громади[2].
- 19 липня 2020 року, в результаті адміністративно-територіальної реформи та ліквідації Буринського району, увійшло до складу новоутвореного Конотопського району[3].